# 唐津市立小川小中学校
唐津市立小川小中学校（からつしりつ おがわしょうちゅうがっこう）は、佐賀県唐津市呼子町小川島にある公立の小中一貫校。

## 概要
歴史
小学校は1875年（明治8年）に「下等小川小学校」として創立。中学校は1947年（「昭和22年）の学制改革の際に、新制中学校として小学校に併設された。小学校・中学校ともに現校名となったのは2005年（平成17年）。2020年（令和2年）に小学校は創立145年、中学校は創立73年を迎えた。
校章
小学校と中学校で異なる。どちらも波の絵を下に置くことでは共通しているが、小学校は桜の花弁の絵の中に「小」の文字を、中学校は「中」の文字を配している。
校歌
小学校・中学校で共通の校歌となっている。作詞・作曲ともに小松源造による。歌詞は3番まであり、1番に校名の「小川」が登場する。
通学区域
唐津市呼子町小川島全域。
特色
外国人との交流を行う「国際理解講座」を不定期に開講しているほか、テレビ電話による荒川区立ひぐらし小学校との交流、Skypeによる関東学院小学校との交流など、島外との交流に力を入れている。
制服
中学生には制服があり、男子は黒のスラックスにカッターシャツ、女子は水色の襟に身頃が白色のセーラー服と紺のプリーツスカート。小学生には制服がない。

## 沿革
- 1872年（明治5年）8月3日 - 学制が発せられる。
- 1875年（明治8年）12月26日 - 「下等小川小学校」が創立。旧・庄屋宅を校舎として借用。
- 1881年（明治14年）4月1日 - 下等科を初等科に改める。
- 1884年（明治17年）4月1日 - 統合により「呼子小学校 小川分教場」となる。初等・中等の2科を設置。
- 1886年（明治19年）5月1日 - 「呼子尋常高等小学校 小川分教場」に改称。。
- 1887年（明治20年）3月 - 木造平屋建て校舎1棟を新築。
- 1888年（明治21年）4月1日 - 小川分教場が分離の上、簡易科（3年制）を設置し、「尋常第十八区 簡易小川小学校」として独立。
- 1889年（明治22年）4月1日 - 町村制の施行により、呼子村立の小学校となる。
- 1891年（明治24年）4月1日 - 尋常科（4年制）を設置の上、「小川尋常小学校」に改称。
- 1899年（明治32年）9月 - 尋常補習科を設置。
- 1903年（明治36年）4月1日 - 木造校舎を新築。
- 1907年（明治40年）4月 - 小学校令改正により、尋常科が6年制となる。
- 1916年（大正5年）6月 - 校舎を増築。
- 1925年（大正14年）4月1日 - 高等科（2年制）を併置の上、「小川尋常高等小学校」に改称。
- 1927年（昭和2年）4月 - 校舎を増築。
- 1928年（昭和3年）8月1日 - 呼子村が町制施行により呼子町となる。
- 1941年（昭和16年）4月1日 - 国民学校令の施行により、「小川国民学校」に改称。尋常科を初等科に改める。
- 1947年（昭和22年）4月1日 - 学制改革により、小川国民学校の初等科は「呼子町立小川小学校」に改組される。
  - 高等科が改組され、新制中学校「呼子町立小川中学校」が併置される。
- 1949年（昭和24年）11月9日 - 中学校校舎が完成。
- 1952年（昭和27年）12月 - 自家発電所が設置される。
- 1957年（昭和32年）5月 - 中学校校舎を増築。
- 1961年（昭和36年）10月 - ミルク給食を開始。
- 1970年（昭和45年）6月1日 - 体育館が完成。
- 1971年（昭和46年）
  - 5月 - 学校給食を開始。
  - 8月1日 - 運動場を拡張。
- 1972年（昭和47年）7月 - 中学校、特別教室（理科室・図書室）が完成。
- 1975年（昭和50年）2月 - 呼子町小学校創立100周年記念式典を挙行。
- 1990年（平成2年）3月 - 鉄筋コンクリート造2階建て校舎が完成。
- 1991年（平成3年）12月 - プールが完成。
- 1993年（平成5年）7月 - へき地集会施設 兼 体育館が完成。
- 1996年（平成8年）12月 - 校門が完成。
- 2005年（平成17年）1月1日 - 呼子町が唐津市と合併したことにより、「唐津市立小川小中学校」（現校名）に改称。

## 学校行事
1学期
- 4月 - 始業式、入学式
- 5月 - 年生社会化見学、中学生バス旅行[4]、区民合同体育大会[5]
- 6月 - 磯清掃（中学生）、芋植え（小学生）[6]
- 7月 - 黒ハエ清掃、着衣水泳、終業式

2学期
- 9月 - 始業式、アイランド・フェスティバル[7]
- 12月 - 終業式

3学期
- 1月 - 始業式
- 3月 - 卒業式、修了式

## 周辺
- 小川島保育園
- 小川島診療所
- 鯨鯢供養塔[8]
- 現校舎の北側に旧校舎の跡地が、南側に教職員住宅がある[8]。

## 交通
- 小川島漁港より徒歩500m
  - 呼子港小川島発着所より、片道20分の定期船「そよかぜ」が運航されている。

## 参考資料
- 「呼子町史」（1978年（昭和53年）4月1日発行, 呼子町役場）
  - p.805 - p.833 第八篇 教育篇 第一章 初等学校の変遷
  - p.901 - p.958 第一０篇 年表篇 第一章 歴史年表